# 柯克·斯耐德
柯克·帕特里克·斯耐德（英語：Kirk Patrick Snyder，1983年6月5日—）生于加利福尼亚州洛杉矶，美国职业篮球运动员，司职小前锋。

## 大学时期
斯耐德在他的大学篮球时期是在内华达大学度过的。他带领大学群狼篮球队打入了NCAA一级联赛的16强 (Sweet 16)。在这一系列赛中，内华达大学先后击败了2号种子冈再伽大学和7号种子球队密歇根州立大学，但是在第三轮中被乔治亚理工大学所淘汰。2005年球队在击败德克薩斯州大學奧斯汀分校后再次晋级锦标赛第二轮，但这一次球队输给了头号顺位的伊利诺伊大学。

## NBA时期
他在2004年NBA选秀中，第一轮第16顺位被犹他爵士选中，一个赛季后斯耐德在NBA历史上最大规模的交易中被交易去了新奥尔良黄蜂。在黄蜂的斯耐德成为了球队的主力球员，在和明尼苏达森林狼队的比赛中拿下了个人职业生涯最高的28分。在黄蜂度过了一个出色的赛季后，他再次被交易，黄蜂用他和休斯敦火箭交换来了2008赛季的第二轮选秀权以及现金补贴。